# The Open Road
The Open Road (br: Um Caminho para Recomeçar) é um filme norte-americano do ano de 2009, escrito e dirigido por Michael Meredith.
Do gênero comédia dramática, o filme foi lançado em 28 de agosto de 2009.

## Elenco
- Jeff Bridges ... Kyle Garrett
- Justin Timberlake ... Carlton Garrett
- Mary Steenburgen ... Katherine Garrett
- Kate Mara ... Lucy
- Harry Dean Stanton ... Amon
- Lyle Lovett ... Bartender
- Ted Danson ... Coach